# John Stamos
John Phillip Stamos (Cypress, 19 agosto 1963) è un attore e cantante statunitense, noto soprattutto per aver partecipato alla sit-com Gli amici di papà e per aver interpretato il ruolo di Tony Gates in E.R. - Medici in prima linea.

## Biografia
È il figlio di William "Bill" Stamos, ristoratore, e Loretta Phillips.
Di origini greche (il suo vero cognome infatti è Stamotopoulos), inizia a recitare in alcune soap opera come General Hospital. Ottiene la notorietà interpretando il ruolo di Jesse Katsopolis nella sit-com Gli amici di papà. Ottiene un piccolo ruolo in Femme fatale di Brian De Palma, recita nel film Party Monster e in un episodio della sitcom Friends. È protagonista della serie tv Jake in Progress, e dopo la sospensione negli Stati Uniti della serie, entra nel cast di E.R. - Medici in prima linea interpretando il paramedico, poi medico, Tony Gates.
Nel 2003 ha lavorato a Broadway nel musical Nine nel ruolo di Guido Contini. Aveva già lavorato a Broadway nel 1999, interpretando il Maestro delle Cerimonie nel revival del musical Cabaret con la regia di Sam Mendes. Oltre alla recitazione, Stamos si distingue anche in campo musicale, occasionalmente è in tour, come batterista e cantante, con i Beach Boys. Con il gruppo californiano ha collaborato per il loro album Summer in Paradise, come voce nel brano Forever.
Dal 2010 partecipa alla serie televisiva Glee, nel ruolo ricorrente del dentista Carl Howell. Nel 2011 ha una parte nel videoclip musicale del brano Try to Sleep tratto dall'album C'mon dei Low. Nel 2013 entra nel cast della terza stagione della serie televisiva Terapia d'urto. Il 2015 lo vede protagonista di un'altra sit-com, Nonno all'improvviso (Grandfathered), andata in onda per una stagione e poi cancellata dal palinsesto l'anno successivo.

### Vita privata
Nel 1998 sposa l'attrice e modella Rebecca Romijn; i due si separano nel 2004, per poi divorziare nel 2005. Attualmente è sposato con la modella, attrice e scrittrice americana Caitlin McHugh dalla quale nel 2018 ha avuto un figlio, Billy, diventando così padre all'età di 54 anni.

## Filmografia parziale

### Cinema
- Alice in Wonderland, regia di Harry Harris (1985)
- Mai troppo giovane per morire (Never Too Young to Die), regia di Gil Bettman (1986)
- Ragazza di strada (Daughter of the Streets), regia di Edwin Sherin (1990)
- Fuori dalle regole (Born to Ride), regia di Graham Baker (1991)
- Captive, regia di Michael Tuchner (1991)
- Cercando Christina (The Disappearance of Christina) regia di Karen Arthur (1993)
- Fatal Vows: The Alexandra O'Hara Story, regia di John Power (1994)
- A Match Made in Heaven, regia di Paul Wendkos (1997)
- The Marriage Fool, regia di Charles Matthau (1998)
- Sealed With a Kiss, regia di Ron Lagomarsino (1999)
- Dropping Out, regia di Mark Osborne (2000)
- The Beach Boys: An American Family, regia di Jeff Bleckner (2000)
- Fortunate Son, regia di Tucker Gates (2000)
- How to Marry a Billionaire: A Christmas Tale, regia di Rod Daniel (2000)
- Grownups (My Best Friend's Wife), regia di Doug Finelli (2001)
- Femme fatale, regia di Brian De Palma (2002)
- Party Monster, regia di Fenton Bailey e Randy Barbato (2003)
- The Reagans, regia di Robert Allan Ackerman (2003)
- Knots, regia di Greg Lombardo (2004)
- Amore in sciopero (Wedding Wars), regia di Jim Fall - film TV (2006)
- Un grappolo di sole (A Raisin in the Sun), regia di Kenny Leon (2008)
- Il destino dei Kissels (The Two Mr. Kissels), regia di Ed Bianchi (2008)
- Professione inventore (Father of Invention), regia di Trent Cooper (2010)
- Little Brother, regia di Shawn Levy (2012)
- Secrets of Eden, regia Tawnia McKiernan (2012)
- I am Victor (2013)
- Il mio grosso grasso matrimonio greco 2 (My Big Fat Greek Wedding 2), regia di Kirk Jones (2016)
- Muppets Haunted Mansion - La casa stregata, regia di Kirk R. Thatcher (2021)

### Televisione
- General Hospital - serial TV, puntata 5342 (1982-1984)
- Dreams – serie TV, 12 episodi (1984)
- You Again? – serie TV, 26 episodi (1986-1987)
- Gli amici di papà (Full House) – serie TV, 193 episodi (1987-1995)
- Friends – serie TV, episodio 9x22 (2003)
- Jake in Progress – serie TV, 21 episodi (2005-2006)
- E.R. - Medici in prima linea (ER) – serie TV, 65 episodi (2005-2009)
- Glee – serie TV, 4 episodi (2010-2011)
- Law & Order - Unità vittime speciali (Law & Order Special Victims Unit) - serie TV, episodio 12x20 (2011)
- The New Normal - serie TV, 5 episodi (2013)
- Terapia d'urto (Necessary Roughness) – serie TV (2013)
- Galavant - serie TV, 1 episodio (2014)
- Grandfathered - serie TV, 22 episodi (2015-2016)
- Scream Queens – serie TV, 10 episodi (2016)
- Le amiche di mamma (Fuller House) - serie TV, 16 episodi (2016-2020)
- You - serie TV (2018)
- The Little Mermaid Live! – concerto live, speciale TV (2019)
- Cambio di direzione (Big Shot) - serie TV (2021-in corso)

## Teatro
- How to Succeed in Business Without Really Trying, libretto di Abe Burrows, Jack Weinstock e Willie Gilbert, regia di Frank Loesser, regia di Des McAnuff. Richard Rodgers Theatre di Broadway (1995)
- Cabaret, libretto di Joe Masteroff, colonna sonora di John Kander, testi di Fred Ebb, regia di Sam Mendes. Studio 54 di Broadway (2002)
- Nine, libretto di Arthur Kopit, colonna sonora di Maury Yeston, regia di David Laveaux. Eugene O'Neill Theatre di Broadway (2003)
- Bye Bye Birdie, libretto di Michael Stewart,colonna sonora di Charles Strouse, testi di Lee Adams, regia di Robert Longbottom. Stephen Sondheim Theatre di Broadway (2009)
- Hairspray, libretto di Mark O'Donnell, colonna sonora di Marc Shaiman, testi di Scott Wittman, regia di Jerry Mitchell. Hollywood Bowl di Los Angeles (2011)
- The Best Man di Gore Vidal, regia di Michael Wilson. Gerald Schoenfeld Theatre di Broadway (2012)

## Doppiatori italiani
Nelle versioni in italiano dei suoi film, John Stamos è stato doppiato da:
- Francesco Prando in Nonno all'improvviso, Il mio grosso grasso matrimonio greco 2, Le amiche di mamma, Cambio di direzione, Muppets Haunted Mansion - La casa stregata, Doctor Odyssey
- Fabio Boccanera in Glee, Scream Queens
- Christian Fassetta in General Hospital
- Gianni Bersanetti in Cercando Christina
- Marcello Cortese ne Gli amici di papà (st. 1-4)
- Fabrizio Vidale ne Gli amici di papà (st. 5-8)
- Francesco Pezzulli in E.R. - Medici in prima linea
- David Chevalier in Friends
- Christian Iansante ne Il destino dei Kissel
- Stefano Billi in Due uomini e mezzo
- Vittorio Guerrieri in Terapia d'urto
- Massimiliano Manfredi in You
- Andrea Lavagnino in Professione inventore